# Everything Is
Everything Is – debiutancki album zespołu z Manchesteru – Nine Black Alps.
Single:
- „Cosmopolitan”
- „Shot Down”
- „Not Everyone”
- „Unsatisfied”
- „Just Friends”

## Lista utworów
1. „Get Your Guns” – 3:35
2. „Cosmopolitan” – 2:35
3. „Not Everyone” – 3:24
4. „Unsatisfied” – 3:10
5. „Headlights” – 2:44
6. „Behind Your Eyes” – 2:51
7. „Ironside” – 2:46
8. „Shot Down” – 2:55
9. „Just Friends” – 2:15
10. „Everybody Is” – 2:37
11. „Intermission” – 3:05
12. „Southern Cross” – 3:35

Wszystkie utwory napisane przez Nine Black Alps.

## Recenzje
Album doczekał się recenzji m.in. w następujących portalach i magazynach:
- Full Effect[1]
- Metacritic[2]
- MusicOMH[3]
- Manchester Online[4]
- Drownedinsound[5]